# Radu Bădica
Bădica-Radu (n.  ? – d. 19 ianuarie 1524) voievod, așa cum el însuși se intitula în acte , este probabil văr al domnului Neagoe Basarab, sau, după ipoteze, fiu nelegitim al domnitorului Radu cel Mare.

## Biografie
Singura informație sigură a familiei sale o dă un act din 16 iulie 1538 dat de Radu Paisie prin care întărește lui Drăghici spătarul, fratelui său Udriște marele vistier din Mărgineni și vărului lor primar Vintilă comisul satele Viișoara și Tiha (probabil Tiia, sat astăzi dispărut, situat în apropierea localității Saelele) din Teleorman, „[...]pentru că le-au fost vechi și drepte ocine, dedine, de la bunicul lor Badea vornic, ci au fost pierdute de Bădica ce s-a ridicat domn” . Conform a ceea ce rezultă din acest act se poate trage concluzia că „Bădica ce s-a ridicat domn” era rudă apropiată cu Familia Craioveștilor, prin Badea vornic (poate chiar fiu al acestuia, sau chiar el însuși), bunicul dinspre mamă a celor trei boieri din Mărgineni pomeniți, dar și moștenitor, sau împroprietărit de Neagoe Basarab cu satul Viișoara, proprietate personală a domnitorului, care figurează printre daniile acestuia către mănăstirea Cutlumus, moșie ulterior revenită călugărilor, apoi iar revendicată și obținută de urmașii banilor din Coiani ca drepte ocine la sfârșitul veacului.
Din această complicată plasă genealogică de moșteniri și revendicări nu putem trage o concluzie sigură. Acel personaj, Badea vornic, poate fi identificat cu Badea vornicul din Șuici, contemporan și omonim cu acesta, însă poziționarea satelor din act, precum și evoluția ulterioară a drepturilor de succesiune a acestora, ne duc cu gândul mai de grabă la o familie foarte apropiată de Craiovești, sau chiar membri ai acestei familii. Dar acest lucru se aplică numai în cazul în care este vorba cu adevărat despre Viișoara de Teleorman, știut fiind că topice cu acest nume apar ulterior în acte, atât în județul Muscel, cât și în județul Buzău (exceptând la discuție localitățile din județele Olt și Dolj). Iar peste toate acestea, lipsa actelor interne din scurta perioadă a domniei sale, ne văduvește de o mențiune oficială a titulaturii și filiației.
Tot ca o lacună a memoriei urmașilor, atât Radu Popescu, cât și Stolnicul Constantin Cantacuzino, nu pomenesc absolut nimic despre acest voievod în cronicile lor.
Totuși Radu Bădica nu apare din neant. El figurează în Sfatul Țării în timpul domniei lui Neagoe Basarab semnând ca Bădica (Badea) Mare Postelnic, începând cu iunie 1517 , mai apoi, începând cu septembrie 1520  să urce la rangul de comis. Va rămâne în această demnitate până la moartea lui Neagoe Basarab și, probabil, pe tot parcursul scurtei domnii a fiului acestuia.
Problema succesiuni dinastice după moartea marelui voievod se acutizează constatându-se în perioada septembrie 1521-august 1525 nu mai puțin de 11 încăunări a 5 pretendenți, în marea lor majoritate dovedite ca fiind făcute prin violență.
În acest context intern semi-anarhic se produce și domnia lui Radu Bădica, care îi succede, în condiții necunoscute, lui Vladislav al III-lea. Sigur este că s-a bucurat de acceptul, sau poate chiar de sprijinul, Înaltei Porți, așa cum rezultă dintr-o scrisoare adresată brașovenilor în care, precaut, până la duplicitate, în politica externă, afirmă: Noi n-am adus pe turcii în țară, ci ei singuri au intrat cum au intrat și în altă țări mai puternice decât a noastră: deci Dumnezeu să vă povățuiască, voi n-aveți nevoie să trăiți cu noi în răzmelniță, căci cu toții suntem creștini.
La fel încețoșată ca și ascensiunea sa la tron este și dispariția sa în ianuarie 1524 când, de presupus, Radu de la Afumați, revine în fruntea unei armate și îl înlătură. Dispariția sa din actele ulterioare, precum și tonul din documentul lui Radu Paisie, pomenit anterior, ne dau de presupus că odată cu pierderea tronului, acesta și-a pierdut și viața în operațiunile militare din acel an.